# Encuentro arutam

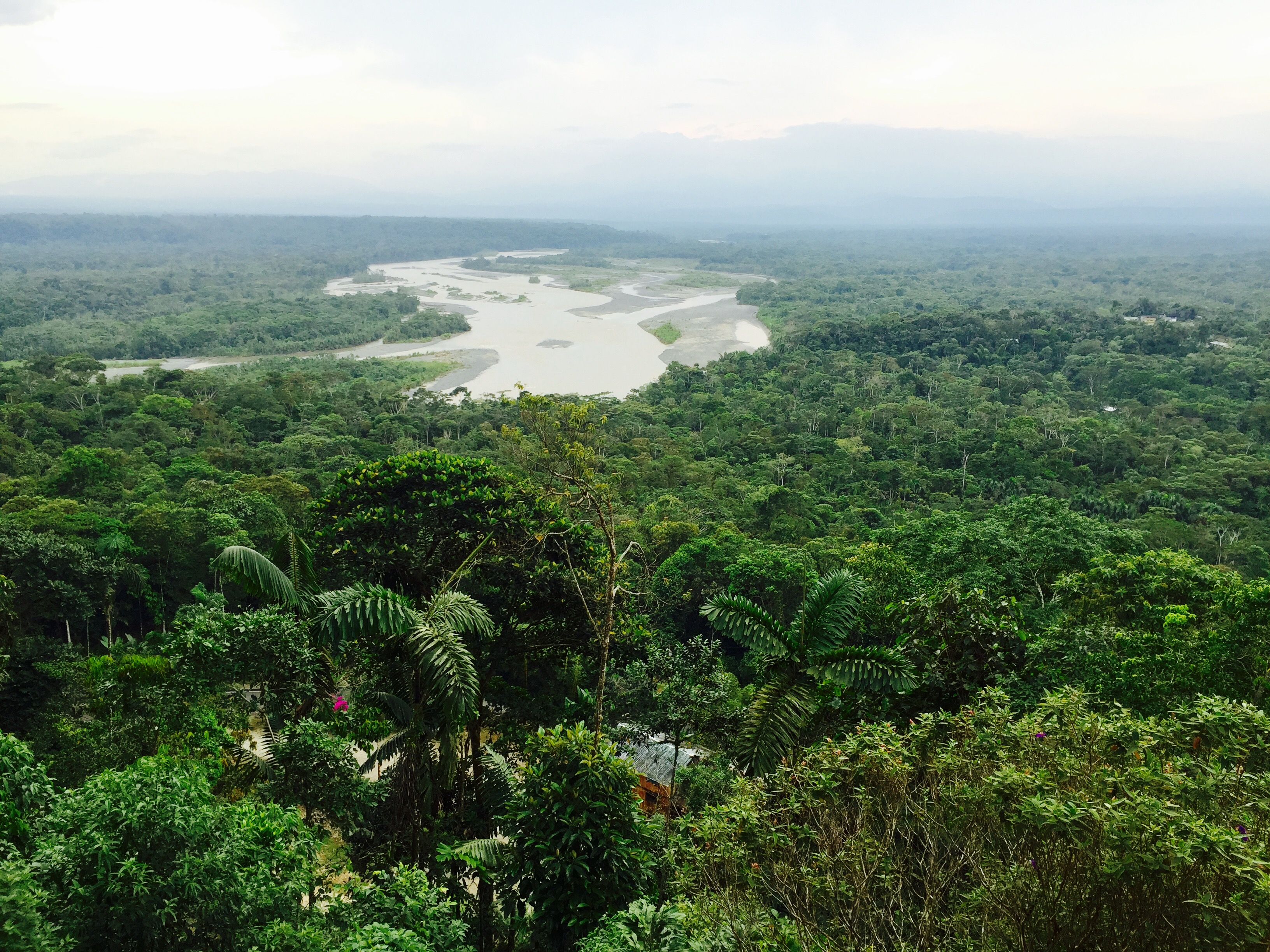
La región en que la gente Achuar vive.

El encuentro arutam es un rito de paso religioso o un viaje espiritual practicado por la gente Achuar, principalmente los hombres, de la región amazónica. Es un paso de cuatro o cinco días, inducido por drogas, con espíritus poderosos llamados arutam. El encuentro causa un cambio en la autopercepción y una metamorfosis positiva del buscador, que incorpora las fuerzas de los dioses y otros espíritus como guías de la consciencia. Después de la terminación exitosa del encuentro, el buscador resulta ser invencible en batallas, y así disfruta de la prosperidad económica y longevidad, entre otros beneficios.

## Influencia religiosa
La gente Achuar practica una forma de cosmología en la cual se cree que la habilidad de transformar el cuerpo y la perspectiva para funcionar fuera de la esfera humana les lleva más cerca a los espíritus. Esta costumbre les permite llegar a un estado de conciencia alterado para poder interactuar con el mundo de espíritus. Además, la gente Achuar cree en una versión de animismo en que los elementos de la naturaleza poseen almas humanas con las que los seres humanos pueden comunicar a través de signos y palabras. Los elementos de la naturaleza como meteoros y truenos tienen un alma y por eso una conexión con los seres humanos, pero el hombre no tiene control sobre estas fuerzas. La creencia en la presencia de los espíritus y su fuerte influencia los empuja a buscar una fuerte conexión con este mundo espiritual. 

## El espírituarutam
Para la gente Achuar, arutam es un esfuerzo espirituoso y supernatural que puede ser buscado para mejorar la vida y el espíritu personal, y también para dar sentido a la vida. La palabra arutam significa “cosa antigua.” Los Achuar creen que es la energía de los antepasados de la tribu o los espíritus de miembros prominentes de la sociedad quienes proveen la fuerza que sostiene el mundo. Puede manifestarse en varias formas, como jaguares, culebras, plantas, u otras fuerzas elementales de la naturaleza. A nivel más personal, arutam representa la posibilidad de una realización personal de valor social importante. También, puede diferenciar individuos en la sociedad por cualidades que ocupan diferentes espacios en la construcción del orden social, que contribuye a la diferenciación en el estatus de estas personas. La gente Achuar cree que estas cualidades, capacidades y los poderes personales que se asocian con arutam pueden ser adquiridos e integrados en el cuerpo por visiones o misiones espirituales.

## La misión
Los individuos no poseen el poder de arutam al nacer, y por eso tienen que buscarlo a través de los viajes espirituales. La preparación para el encuentro empieza con unos días de aislamiento y ayuno. Muchas veces, las personas que buscan arutam se ponen bajo el tutelaje de un mentor que ya ha completado el proceso y ha demostrado lo que vale en la sociedad; los mentores frecuentemente acompañan al buscador en el viaje. Después del periodo de preparación, la persona sale del pueblo hasta que llegue a un sitio privado en el bosque, y empieza a construir una choza de sueños llamada umbak. Luego sale al bosque para buscar presagios de la presencia de arutam en elementos de la naturaleza, como la fauna, la flora, las cascadas o cambios en el tiempo como los relámpagos, un arcoíris o los meteoros. Cuando encuentre este símbolo, regresa a la choza y espera la aparición del espíritu en un sueño o en una visión.
En el sueño, el espíritu de arutam toma la forma de un miembro muerto de la sociedad Achuar y experimenta una serie de transformaciones y metamorfosis complejos. El espíritu aparece brevemente y le da al buscador una profecía. Se cree que el alma del cuerpo recibe esta información en un estado de conciencia alterado, facilitado por el consumo de drogas y plantas alucinógenas. Evoca el sentido de ser capacitado y curado por seres o espíritus conscientes e inteligentes. Las personas que han experimentado el encuentro lo explican como una transformación que desmonta la armadura de su carácter y la devuelve en una forma más flexible, mejorada y más cómoda para el cuerpo y la mente. Después del sueño, los buscadores regresan al pueblo con una bienvenida pública y con un aumento notable en la confianza en sí mismo y el estatus social.

## Resultados del encuentro
Una misión exitosa puede terminar en numerosos beneficios para los buscadores. Él que obtiene arutam gana invencibilidad en batallas y protección contra cualquier arma. También, reciben enseñanzas sobre la actitud y las acciones que deben tener como guerreros. Además, arutam garantiza una vida larga y con buena protección de cualquier ataque debido a violencia física, veneno, o hechicería chamanista. Para los hombres, promete muchos descendientes y prosperidad económica.
El logro de arutam también es importante para el estatus y la influencia de una persona. El individuo que completa el encuentro experimenta un aumento en su estatus social y recibe respeto y admiración no solo dentro de su pueblo, sino también de otras comunidades.
En el nivel espiritual, el buscador adquiere kakáram, el concepto que refiere al poder y fuerza de personalidades importantes. Aunque no hay un cacique en la sociedad Achuar, los hombres de prominencia son llamados hundri, que significa “gran hombre” e incorpora la idea de kakáram. Un individuo que tiene kakáram disfruta del estatus social alto en la sociedad Achuar porque ha demostrado su valor como guerrero valiente. Tener kakáram es transformarse en un individuo eminente o poderoso; lleva a una individualidad magnificada que permite que los hombres puedan ocupar una posición de supremacía en cada relación e influye en las metas y disposiciones de los demás.

## Plantas alucinógenas

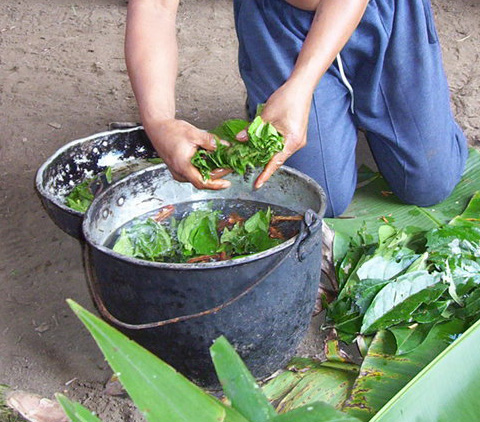
La preparación de ayahuasca, una de las plantas alucinógenas que facilitan los encuentros arutam.

La gente Achuar incorpora el ambiente y plantas alucinógenas para facilitar los encuentros arutam. Se cree que las plantas en particular pueden dar visiones que proveen un entendimiento y el control de sí mismo y el mundo externo. También, ayudan en las prácticas y el entendimiento del cosmos y la moralidad; la gente insiste en que sus pensamientos y emociones vienen de estas substancias. La infusión más importante es ayahuasca, una combinación de yerbas que se usa en varias culturas en la región amazónica. La gente Achuar atribuye la importancia de esta bebida a la creencia que las instrucciones sobre su preparación y uso vienen de las plantas y sus espíritus. Los consumidores aseguran tener revelaciones espirituales sobre el propósito de su vida, en las cuales se perciben la mejor versión de ellos mismos. Por eso, se sienten más conectados con los espíritus y dioses por esta elevada espiritualidad y la conexión o el acceso a seres de otra dimensión que pueden actuar como guías o sanadores. Los buscadores reconocen que existe una fuerza de energía que gobierna el mundo, y necesitan encontrarla en su viaje espiritual. Además, el uso de plantas alucinógenas demuestra la relación importante entre la naturaleza y lo divino, que provee una adicional conexión entre las cosas humanas y terrenales y lo espiritual en los encuentros.